# Бубни (Вілейський район)
Бубни (біл. вёска Бубны) — село в складі Вілейського району Мінської області, Білорусь. Село підпорядковане Довгинівській сільській раді, розташоване в північній частині області.